# Sân bay Ulsan
Sân bay Ulsan (IATA: USN, ICAO: RKPU) là một sân bay ở Ulsan, Hàn Quốc. Năm 2006, sân bay này phục vụ 1.200.072 lượt khách.

## Các hãng hàng không và các tuyến điểm
- Asiana Airlines (Seoul-Gimpo) [4]
- Korean Air (Jeju, Seoul-Gimpo)

## Trang thiết bị
1. Nhà ga hành khách: 8.651m²
2. Đường băng:  Hướng=     36/18; dài x rộng = 2000m x 45m
3. Sân đỗ máy bay: 3.480m² (cho 4 chiếc Boeing 737 có thể đỗ đồng thời.)